# Liste von Hörfunksendern
In dieser Liste von Hörfunksendern sind international operierende Sendestationen verzeichnet. Für Hörfunksender, die in Deutschland, Österreich oder der Schweiz  produziert und ausgestrahlt werden, gibt es eigene Artikel (Liste deutscher Hörfunksender, Liste der Hörfunksender in Österreich und Liste der Radiosender der Schweiz).

## Hörfunksender
Die nachfolgende Liste ist nach Staat und Trägerschaft sortiert.

### Ägypten

#### Staatlich
- Egyptian Radio and Television Union (ERTU)
  - Radio Kairo (Auslandsdienst; KW; albanisch, arabisch, deutsch, englisch, französisch, hebräisch,  italienisch, portugiesisch, russisch,  spanisch, türkisch)

#### Halbstaatlich
- Nile FM
- Nugoom FM

### Afghanistan
- Radio Afghanistan (Sharia Voice)
- Radio Television Afghanistan (Auslandsdienst; inaktiv KW)

### Albanien

#### Öffentlich-rechtlich
- Radio Televizioni Shqiptar (RTSH)
  - Radio Tirana
  - Radio Tirana 2
  - Radio Tirana Klasik
  - Radio Tirana Femije
  - Radio Tirana Jazz
  - Radio Tirana (Auslandsdienst; KW; englisch, deutsch)

#### Privat
- Radio +2
- Top Albania Radio

### Algerien
- Radio Algeriénne
  - Alger Chaîne 1
  - Alger Chaîne 2
  - Alger Chaîne 3
  - Radio Algérie Internationale
  - Radio Multichain
  - Radio Culture
  - Radio Coran
  - Ifrikya FM
  - JilFM
  - Radio Algeriénne (Auslandsdienst, KW)

#### Ehemalige
- - Radio Algiers

### Andorra
- Andorra 1
- Andorra 7 Ràdio
- Andorra Música
- Onda Rambla Andorra
- Ràdio 7P
- Ràdio Nacional d'Andorra (RNA)
- Ràdio Principat
- Ràdio Teletaxi Andorra
- Ràdio Valira

### Angola
- Rádio Nacional de Angola ("RNA"; UKW, MW; ehem. Auslandsdienst: englisch, französisch, lingala, portugiesisch)
- Rádio Ecclesia

### Antigua und Barbuda

#### Staatlich
- Antigua & Barbuda Broadcasting Service

#### Privat
- Caribbean Radio Lighthouse
- Grenville Radio
- Observer Radio
- Family Radio Network
- Crusader Radio
- Abundant Life Radio
- Variety Radio

### Argentinien
- Radiodifusión Argentina al Exterior (RAE; Auslandsdienst; KW; englisch, französisch, deutsch, italienisch, japanisch, portugiesisch, spanisch)

### Argentinische Antarktis
- Radio Nacional Arcangel San Gabriel

### Armenien
- Hayastani Azgain Radio (Armenischer Nationaler Rundfunk)
  - Voice of Armenia (Auslandsdienst; MW;  aserbaidschanisch, persisch, kurdisch,  türkisch)
- Hayastani Hanrayin Radioynkerutyun Pby (CJSC)

### Aserbaidschan

#### Staatlich
- Azərbaycan Televiziya və Radio Verilisləri
  - Radio Respublika
  - Voice of Azerbaijan (Auslandsdienst eingestellt)

#### Bergkarabach
- Artsachteleradio

### Äthiopien
- Radio Ethiopia (Auslandsdienst eingestellt)

### Australien
- Australian Broadcasting Corporation (ABC)
  - ABC Jazz
  - Radio Australia (Auslandsdienst eingestellt)
- Aboriginal Resource & Development Services
- Digital Radio 2000
- Northern Territory Shortwave Service
- Federation of Australian Radio Broadcasters
- Special Broadcasting Service (SBS)

### Bahamas

#### Staatlich
- Broadcasting Corporation of the Bahamas

#### Privat
- Radio Abaco
- Cool 96 FM
- Island FM
- 100 Jamz

### Bahrain
- Radio Bahrain (Auslandsdienst; arabisch, eingestellt)

### Bangladesch
- Bangladesh Betar (Auslandsdienst; KW; arabisch, bengalisch, englisch, Hindi, Nepali, Urdu)

### Belarus
Staatliche
- Radio Belarus u. a.

Privat
- Belaruskaje Radyjo Razyja
- Eurapejskaje Radyjo dlja Belarussi

Frühere Private Sender
- Autoradio
- Radio 101.2

### Belgien
- RTBF Radio-télévision belge de la Communauté française (französisch)
  - RTBF International (Auslandsdienst; französisch, eingestellt)
  - La Première (MW, UKW)
  - VivaCité (MW, UKW)
  - Musiq'3 (UKW)
  - Classic 21 (UKW)
  - Pure FM (MW, UKW)
- VRT Vlaamse Radio- en Televisieomroep (niederländisch)
  - Radio Vlaanderen Internationaal (Auslandsdienst; KW; niederländisch, eingestellt)
  - Radio 1 (UKW)
  - Radio 2 (MW, UKW)
  - Klara (UKW)
  - Studio Brussel (UKW)
  - MNM (UKW)
- BRF Belgischer Rundfunk (deutsch)
  - BRF1 (UKW)
  - BRF2 (UKW)
  - BRF-Deutschlandfunk (UKW)
  - 100’5 Das Hitradio (UKW)
  - Radio 700  (UKW)

- Q-Music (UKW)
- 4FM (UKW)
- Radio Nostalgie Vlaanderen (UKW)
- Radio Nostalgie Belgique (UKW)
- Top Radio (UKW)
- Be One Radio (UKW)
- Cool FM (UKW)
- Mint (UKW, Satellit)
- NRJ Belgique (UKW)
- Ciel FM (UKW)
- Must FM (UKW)
- Chérie FM (UKW)
- Sud Radio (UKW)
- Radio Beach (UKW)
- Radio Contact (UKW)
- Bel RTL (UKW)
- Fun Radio Belgique (UKW)
- Fantasy Dance FM 96,7 (Dance, Trance, Black Music; UKW)

### Benin
- Planète FM
- Radio Benin
- Radio Tonassé

### Bhutan
- Bhutan Broadcasting Service

### Bosnien und Herzegowina
- Radio-Televizija Republike Srpske
- Radio GlaRadios Drine
- Radio Kalman
- Radio Valentino
- Federalni radio
- Vikom radio
- BN Radio
- Radio Sarajevo 90.2
- Studio M[1]
- Radio Postaja Odžak[2]

### Botsuana
- Radio Botswana

### Brasilien
- Rádio Nacional do Brasil (RadioBras, eingestellt)

### Brunei
- Radio Television Brunei (RTB)

### Bulgarien
- Balgarsko Nazionalno Radio (BNR)
  - Radio Bulgarien (Auslandsdienst, eingestellt)
- A.E. Best Success Services Bulgaria EOOD
  - The Voice
- Darik Radio
- Radio Sofia (eingestellt)

### Burkina Faso
- Radiodiffusion-Télévision du Burkina

### Burundi
- Radio Télévision Nationale du Burundi (RTNB)

### Chile
- ADN Radio Chile
- Radio Bío-Bío
- Radio Carolina
- Radio Cooperativa
- Radio Imagina
- Radio Pudahuel
- Voice of Chile

### Chilenische Antarktis
- Soberania FM

### Republik China (Taiwan)
- Radio Taiwan International (ehemals Radio Taipei International, Auslandsdienst)

### Frühere Sender Taiwans
- Voice of Free China (Auslandsdienst)

### Volksrepublik China
- China Radio International (Auslandsdienst; MW, KW; albanisch, Amoy, arabisch, bengalisch, bulgarisch, burmesisch, Chaozhou, chinesisch (Mandarin), deutsch, englisch, esperanto, französisch, Hakka, Hausa, Hindi, indonesisch, italienisch, japanisch, kantonesisch, Khmer, koreanisch, Kroatisch, laotisch, malaiisch, mongolisch, Nepali, paschtunisch, persisch, polnisch, portugiesisch, rumänisch, russisch, serbisch, singhalesisch, spanisch, Swahili, Tagalog, tamilisch, thailändisch, tschechisch, türkisch, ungarisch, Urdu, vietnamesisch)

### Dänemark
- Danmarks Radio (DR)
  - P1 – Infokanal mit Nachrichten, Reportagen und Diskussionsrunden
  - P2 – Klassische Musik
  - P3 – Pop, Rock, Alternative
  - P4 – Regionalprogramme für Esbjerg, Midt og Vest, Bornholm, Trekanten, Fyn, Syd, København, Sjælland, Nordjylland, Østjylland
  - P5 – Oldies, Dänische Tophits
  - P6 Beat – Soft Rock
  - P7 Mix – Popmusik
  - P8 Jazz – Jazz
- Bauer Media Group
  - Nova fm (Kopenhagen)
  - The Voice
  - Radio 100 (Kopenhagen)
  - Pop FM (Kopenhagen)
- Skala FM (Kolding) – sendet auch für Esbjerg, Odense, Assens, Billund, Faaborg, Fredericia, Vejle, Harderslev, Varde, Ribe, Nyborg, Nordfyn, Aabenraa, Ærø, Langeland
- Radio24syv – Kultur und Nachrichten
- Radio ABC (Randers)
- Radio Alfa (Randers)
- Radio Solo FM (Randers)
- ANR (Aalborg)
- VLR Varde (Varde)(bisher Radio Charlie)
- VLR (Vejle) – sendet auch für Fredericia, Horsens, Kolding
- Radio Globus (Sønder Hygum)
- Globus Guld (Rødding)
- Radio Sydhavsøerne (Nykøbing Falster)
- Radio Skive (Skive)
- Radio go!FM (Aarhus)
- Radio Viborg (Viborg)
- Radio SLR (Naestved)
- Radio Aura (Aalborg)
- Radio ALS (Nordborg)
- Radio Victoria (Esbjerg)

Zahlreiche kleinere Lokal- und Privatsender.

### Estland
- Radio Tallinn (UKW; englisch, esperanto)

### Färöer
- Útvarp Føroya – öffentlich-rechtliche Anstalt der Färöer
- Rás 2 – privater Sender der Tageszeitung Sosialurin
- Lindin – christlicher Sender

### Finnland
- YLE (staatliche Radio- und Fernsehanstalt)
  - YLE Radio 1 (MW, UKW)
  - YLEX (UKW)
  - YLE Radio Suomi (UKW)
  - YLEQ (UKW)
  - YLE X3M (UKW)
  - YLE Radio Vega (UKW)
  - Sámi Radio (UKW)
  - YLE Radio Peili (digital)
  - Ylen Klassinen (digital)
  - YLE VegaPlus (digital)
  - YLE Radio Finland (Auslandsdienst, eingestellt)
  - YLE World and YLE Mondo (Satellit)
  - Capital FM (UKW)

- privat:
  - NRJ (UKW)
  - Suomipop (UKW)

### Frankreich
- Radio France (öffentlich-rechtliche Rundfunkanstalt)
  - France Inter (LW, UKW)
  - France Culture (UKW)
  - France Musique (UKW)
  - France Info (UKW)
  - France Bleu (Mantelprogramm der Lokalsender, UKW)
  - Mouv' (UKW)
  - FIP (Metropolenprogramm in Paris, Straßburg, Bordeaux und Nantes. UKW)
  - 107.7 FM (107,7 UKW)
- Radio France Internationale (Auslandsdienst; KW, MW; albanisch, Kreol, englisch, französisch, Khmer, laotisch, chinesisch (Mandarin), paschtunisch, polnisch, portugiesisch, rumänisch, russisch, serbokroatisch, spanisch, vietnamesisch)

- nationale Privatsender:
  - Beur FM (UKW)
  - BFM Business (UKW)
  - Chérie FM (UKW)
  - Europe 1 (LW Senderstandort Felsberg-Berus, UKW)
  - Fun Radio (UKW)
  - Jazz Radio (UKW)
  - MFM Radio (UKW)
  - NRJ (UKW)
  - Nostalgie (UKW)
  - Oui FM (UKW)
  - Radio Classique (UKW)
  - Radio FG (UKW)
  - Radio Nova (UKW)
  - Radio Orient (UKW)
  - RCF (UKW)
  - RFM (UKW)
  - Rire et Chansons (UKW)
  - RMC Info (LW, UKW)
  - RTL (LW Senderstandort Beidweiler, UKW)
  - RTL2 (UKW)
  - Skyrock (UKW)
  - TSF Jazz (UKW)
  - Virgin Radio France (UKW)

- Verkehrsprogramme:
  - Autoroute de Gascogne FM (107,7 UKW)
  - Autoroute Info (107,7 UKW)
  - Radio Trafic FM (107,7 UKW)
  - Radio Vinci Autoroutes (107,7 UKW)

- regionale Privatsender:
  - Contact FM (UKW)
  - Radio Dreyeckland (Elsass) (UKW)
  - Radio Libertaire (UKW)
  - Radio Soleil (UKW)
  - Radio Studio 1
  - Sud Radio (UKW)

### Gabun
- Africa Radio, - (ehemals: Radio Africa No. 1; MW, UKW) öffentlich-rechtlich, mit französischer Unterstützung

### Georgien
- Radio Georgia (Auslandsdienst, eingestellt)

### Griechenland
- Hellas live (UKW)
- Voice of Greece (bzw. Radio Filia; Auslandsdienst; KW; griechisch)

### Indien
- All India Radio (Auslandsdienst; MW, KW)
- Azad Hind Radio
- Radio Mirchi

### Indonesien
- Voice of Indonesia (Auslandsdienst; KW; arabisch, niederländisch, englisch, französisch, deutsch, indonesisch, japanisch, chinesisch (Mandarin), spanisch)

### Iran
- IRIB
  - IRIB Radio 1 (Satellit)
  - IRIB World Service Radio 1 (Satellit)
  - IRIB World Service Radio 2 (Satellit)
  - IRIB World Service Radio 3 (Satellit)
  - IRIB World Service Radio 4 (Satellit)
  - IRIB World Service Radio 5 (Satellit)
  - IRIB World Service Radio 6 (Satellit)
  - Voice of the Islamic Republic of Iran (Auslandsdienst; MW, KW; albanisch, arabisch, armenisch, azeri, bengalisch, bosnisch, dari, deutsch, englisch, französisch, Hausa, hebräisch, Hindi, italienisch, kurdisch, paschtu,  russisch, spanisch, Swahili, tadschikisch, talysch, türkisch, turkmenisch, urdu)

### Irland
- RTÉ
  - RTÉ Radio 1 (LW, UKW)
  - RTÉ 2fm (UKW)
  - RTÉ Lyric FM (UKW)
  - Raidió na Gaeltachta (UKW; auf Irisch)
- Privat
  - Atlantic 252 (nicht mehr in Betrieb, LW)
  - Red FM
  - Today FM
  - East-Coast FM
  - Dublin's 98FM

Sowie viele weitere kleinere Privatradiosender, besonders im Ballungsraum Dublin.

### Island
- Ríkisútvarpið (öffentlich-rechtlich)
  - Rás 1
  - Rás 2

- FM 957 (privat)

### Israel

#### Öffentlich-rechtliche Programme derIPBC
- Kan Tarbut (ehemals: Reschet Aleph/Netz A): Wortprogramm, Schulfunk, Programme von Kan Moreshet
- Kan Reshet Bet (ehemals: Reschet Bet/Netz B): Informationsprogramm
- Kan Gimel (ehemals: Reschet Gimmel/Netz C): Unterhaltungsprogramm mit Musik vor allem aus Israel.
- MaKan (ehemals: Reschet Dalet/Netz D): Hörfunk in arabischer Sprache mit arabischer Musik.
- Kan REKA (ehemals: Reka/Hintergrund): Programm zur Integration von Einwanderern überwiegend auf Russisch, dreimal täglich mit Sendungen auf Amharisch, außerdem tägliche Sendung auf Englisch, Französisch, Spanisch, Bucharisch und Georgisch und einmal wöchentlich auf Jiddisch und Ladino
- Kan Kol ha-Musika (ehemals: Kol ha-Musika/Stimme der Musik): Klassische Musik
- Kan 88 (ehemals: 88FM): Internationale Unterhaltungsmusik.
- Kan Moreshet (ehemals: Reschet Moreschet/Netz des Erbes): Programme über jüdische Tradition und Religion.

#### Programme derisraelischen Streitkräfte
- Galei Tzahal: Unterhaltungs- und Informationen für Soldaten
- Galgalatz: Unterhaltungsmusik und Verkehrsinformationen

#### Private Programme
- Radio Lelo Hafsaka
- Radio Tel Aviv
- Radio Haifa
- Radio Jerusalem

#### Sonstige Programme
- Kol Ha-Campus (Uniradio)

#### Palästinensische Gebiete
- Amwaj Radio
- Angham Radio
- Arutz Sheva Israel National Radio
- Ajyal Radio
- BZU Outloud (Sender der Universität Bir Zait)
- Gaza FM
- Holy Quran Radio (Nablus)
- Radio Bethlehem 2000
- Voice of An-Najah - An-Najah National University Radio

### Jamaika
- Irie FM (UKW)

### Japan
- Radio Japan (NHK World) (Auslandsdienst; KW; arabisch, bengalisch, burmesisch, chinesisch, englisch, französisch, indonesisch, japanisch, koreanisch, persisch, portugiesisch, russisch, spanisch, Swahili, Thai, urdu, vietnamesisch)

### Jordanien
- Radio Jordan (JRTV) (Auslandsdienst; KW; arabisch, englisch, eingestellt)

### Kanada
- Radio-Canada (französisch)
  - Ici Radio-Canada Première
  - Ici Musique
- CBC (englisch)
  - CBC Radio One
  - CBC Music
- Radio Canada International

Regional (nach Provinzen geordnet; Auswahl)
- Private Sender
  - Alberta
    - CHBN-FM (91.7 The Bounce), Hit Music Station – Edmonton, Alberta
    - CKCE-FM (Kool 101.5 Today & Back in the Day)
    - CKER-FM (101.7 World FM) – Edmonton, Alberta

  - British Columbia
    - CFBT-FM (The Beat 94.5), Top 40 – Vancouver, British Columbia
    - CKLG-FM (96.9 Jack FM) – Vancouver, British Columbia
    - CKQC-FM (Country 107.1) – Abbotsford, British Columbia

  - Manitoba
    - CFQX-FM (QX 104 Today’s Country) – Winnipeg, Manitoba
    - CKLF-FM (Star 94.7), Top 40 – Brandon, Manitoba
    - CKX-FM (KX96), Rock – Brandon, Manitoba

  - New Brunswick
    - CFAI-FM (CFAI 101.1 / 105.1), Top 40 – Edmundston, New Brunswick
    - CHSJ-FM (CHSJ Country 94.1 FM) – Saint John, New Brunswick
    - CHWV-FM (97.3 The Wave), Top 40 – Saint John, New Brunswick
    - CKBC-FM (Max 104.9) – Bathurst, New Brunswick
    - CIKX-FM (K93), Grand Falls, New Brunswick

  - Nova Scotia
    - CIGO-FM (101.5 The Hawk), Top 40 – Port Hawkesbury, Nova Scotia
    - CHFX-FM (FX101.9 Today’s Country) – Halifax, Nova Scotia
    - CKHZ-FM (Z 103.5 The Beat of Halifax), Top 40 – Halifax, Nova Scotia
    - CJCH-FM (The Bounce 101.3 FM) – Halifax, Nova Scotia
    - CKBW-FM – Bridgewater, Nova Scotia

  - Ontario
    - CKLC-FM (98.9 The Drive – Essential Alternative), Essential Alternative – Kingston, Ontario
    - CHUM-FM (104.5 CHUM FM Today’s Best Music) – Toronto, Ontario
    - CKIS-FM (Kiss 92.5), Mix – Toronto, Ontario
    - CKBY-FM (Y101), Today’s Best Country – Ottawa, Ontario

### Kasachstan
- Europa Plus Kasachstan
- Radio Astana
- Kazakh Radio
- Radio NS
- Radio Tex

### Kolumbien
- Radio Cadena Nacional
- Caracol Radio
- W Radio
- Blu Radio

### Kosovo
- Kent FM
- Radio 21
- Radio Drenica
- Radio Dukagjini
- Radio Televizioni i Kosovës

### Kroatien
- Internationale Sender
  - Glas Hrvatske (Stimme Kroatiens): Auslandsdienst Kroatiens via Satellit; kroatisch und auf u. a. Deutsch, Englisch, Italienisch, Spanisch und Ungarisch.

- Nationale Sender
  - Hrvatski radio 1 (HRT-HR1)
  - Hrvatski radio 2 (HRT-HR2)
  - Hrvatski radio 3 (HRT-HR3)
  - Narodni radio
  - Otvoreni radio
  - Hrvatski katolički radio (HKR)

- Regionale Sender
  - Antena Zagreb
  - Ent3r Zagreb
  - Radio Cibona
  - Radio Koprivnica (RKC)
  - Radio 101
  - Plavi radio
  - Radio Student
  - Radio Nova Gradiška
  - Radio Banovina
  - Radio Lekenik (RTL)
  - Radio Dalmacija
  - Radio Quirinius
  - Hrvatski radio Val
  - Radio Jaska
  - Radio 047
  - Radio Kaj
  - Radio Daruvar
  - Studio M
  - Radio Hrvatsko Zagorje
  - Radio Gorski Kotar
  - Hrvatski Radio Vukovar
  - Radio Varaždin
  - Totalni FM
  - Radio Istra
  - Slavonski Radio
  - Radio Labin
  - Radio OK
  - Hrvatski radio Frankfurt

- Weitere Regionalsender des Kroatischen Rundfunks (HRT)
  - Radio Osijek
  - Radio Pula
  - Radio Rijeka
  - Radio Sljeme
  - Radio Split
  - Radio Dubrovnik
  - Radio Zadar
  - Radio Knin
  - Private radio sender Hrvatski radio Frankfurt aus Frankfurt am Main

### Kuba

#### Internationale Sender
- Radio Habana Cuba – Auslandsdienst in Arabisch, Englisch, Esperanto, Französisch, Portugiesisch und Spanisch, über KW

#### Nationale Sender
- Radio Enciclopedia – Kultur
- Radio CMBF, Musical Nacional – Klassische Musik
- Radio Progreso
- Radio Rebelde – Information
- Radio Reloj – Nachrichten
- Radio Taíno – Touristenradio

#### Regionale Sender
- Radio C. O. C. O. (Havanna)
- Radio Metropolitana (Havanna)
- Radio Cadena Habana (Havanna)
- Radio Ciudad de La Habana (Havanna)
- Habana Radio 106.9 fm (Havanna)
- Canal 4 (Havanna)
- Radio Cadena Agramonte (Camagüey)
- Radio Surco (Ciego de Ávila)
- RCM Radio Ciudad del Mar (Cienfuegos)
- Radio Bayamo (Granma)
- Radio Trinchera Antimperialista (Guantánamo)
- Radio Angulo (Holguín)
- Radio Victoria (Las Tunas)
- Radio 26 (Matanzas)
- Radio Guamá (Pinar del Río)
- Radio Sancti Spíritus (Sancti Spíritus)
- Radio Revolución (Santiago de Cuba)
- CMHW (Provinz Villa Clara)

…sowie ca. 60 weitere regional ausstrahlende Radiosender.

### Kuwait
- Radio Kuwait (Auslandsdienst; KW; arabisch, englisch, persisch, Filipino, Urdu)

### Laos
- Radio Nationale Lao (Auslandsdienst; KW; englisch, französisch, Khmer, thailändisch, vietnamesisch, eingestellt)

### Lettland
- Latvijas Radio (UKW)
- Radio Skonto (UKW)

### Libanon
- Al-Manar (UKW)
- NRJ Libanon (UKW)

### Liberia
- Radio ELWA, ältester christlicher Sender in Afrika

### Libyen
- Voice of Africa (Libyan Jamahiriya Broadcasting Corporation; LJBC) (Auslandsdienst, eingestellt)

### Liechtenstein
- Radio Liechtenstein, Vaduz (UKW)

### Litauen
- European Hit Radio
- FM99
- Geras FM Rock
- Lietuvos Radijas 1
- Lietuvos Radijas 2
- LRT Opus
- M-1 Plius
- Pūkas 2
- Power Hit Radio
- Radijas KF105!4
- Radijo Stotis Kelyje
- Radio M-1
- Radio Mazeikiuaidas
- Radio Ziniu
- Saules radijas 102.5 FM
- Sender Kaunas (1910–1950)
- Start FM
- Studio 8 Kaunas 99.2 FM
- Užupio radijas
- Vox Maris (Hörfunksender)
- Vox Maris 99 FM

### Luxemburg
- RTL Group
  - RTL Radio Lëtzebuerg (UKW)
  - RTL Radio – die besten Hits aller Zeiten (UKW)
- radio 100,7 (UKW) – soziokulturelles Radio
- L'essentiel Radio (UKW)
- Eldoradio (UKW)
- Radio ARA (UKW)
- Rádio Latina (UKW) – portugiesischsprachiges Programm
- Radio ROM (UKW) – RadioOrganisation Medernach asbl – Lokal-regionaler Radiosender http://www.rom.lu/

### Malaysia
- Voice of Malaysia (Auslandsdienst, eingestellt)

### Malta
- Magic Malta

### Marokko
staatliche RTM
- Chaine Inter
- Al Amazighia
- Al Watania
- Radio Mohammed VI
- Radio 2M

privat
- Medi1

### Monaco
- RMC (UKW)
- Riviera Radio englischsprachig (UKW)
- Trans World Radio

### Mongolei
- Voice of Mongolia (Auslandsdienst, KW; englisch, japanisch, chinesisch (Mandarin), mongolisch)

### Niederlande

#### Öffentlich-rechtlich
- Nederlandse Publieke Omroep
  - NPO Radio 1 (UKW, DAB+)
  - NPO Radio 2 (UKW, DAB+)
  - NPO 3FM (UKW, DAB+)
  - NPO Klassiek (UKW, DAB+)
  - NPO Radio 5 (DAB+)
  - NPO FunX (DAB+)
  - NPO Radio 2 Soul & Jazz (DAB+)
- RTV Noord
- RTV Drenthe
- Omrop Fryslân

#### Privat
- - Arrow Jazz FM, s. Arrow Classic Rock (UKW)
  - Arrow Classic Rock (UKW)
  - BNR Nieuwsradio (UKW)
  - Slam! Radio (UKW)
  - Q-Music (UKW)
  - 100%NL (UKW)
  - Radio 10 Gold (Satellit)
  - Radio 538 (MW, UKW)
  - Radio Veronica (UKW)
  - Sky Radio 101 FM (UKW)
  - Caz (Satellit)
  - Kink FM (Satellit)
  - Radio Maria Nederland (MW)
  - GrootNieuws Radio (MW)
  - Radio Bloemendaal (MW)

### Nigeria
- Voice of Nigeria (Auslandsdienst, KW; arabisch, englisch, französisch, Fulfude, Hausa, Igbo, Swahili, Yoruba)

### Nordkorea
- Chosŏn Jung-ang Pangsong („koreanischer Zentralrundfunk“; KCBS)
- P'yŏngyang FM Pangsong („UKW-Radio Pjöngjang“)
- Stimme Koreas (Chosŏnŭi sori) – Auslandsrundfunk (arabisch, englisch, französisch, deutsch, japanisch, chinesisch (Mandarin), russisch, spanisch)
- P’yŏngyang Pangsong („Radio Pjöngjang“; PBS) – Auslandsrundfunk (koreanisch)
- Pyongyang Branch of the Anti-Imperialist National Democratic Front – Sendungen für Hörer in Südkorea, Übernahme des Programms von KCBS

### Nordmazedonien
- Radio Makedonija (Auslandsdienst, MW; albanisch, bulgarisch, griechisch, mazedonisch, serbisch)

### Norwegen
- NRK – staatlicher Rundfunk:
  - NRK P1 (LW, UKW, DAB, Web, Satellit)
  - NRK P1+ (DAB, Web, Satellit)
  - NRK P2 (UKW, DAB, Web, Satellit)
  - NRK P3 (UKW, DAB, Web, Satellit)
  - NRK P13 (DAB, Web, Satellit)
  - NRK mP3 (UKW, DAB, Web, Satellit)
  - NRK Alltid Nyheter (UKW, DAB, Web, Satellit)
  - NRK Super (DAB, Web, Satellit)
  - NRK Klassisk (DAB, Web, Satellit)
  - NRK Folkemusikk (DAB, Web, Satellit)
  - NRK Jazz (DAB, Web, Satellit)
  - NRK Sport (DAB, Web, Satellit)
  - NRK Sámi Radio (UKW, DAB, Web, Satellit)
- privat:
  - P4 Radio Hele Norge (UKW, DAB, Web, Satellit)
  - Radio NRJ Oslo (UKW, DAB, Web)
  - Radio 1 Oslo, Bergen, Trondheim, Stavanger (UKW, DAB, Web, Satellit)
  - Radio Norge
- gemeinnützig:
  - Democratic Voice of Burma (KW, Sendungen u. a. in birmanischer Sprache für Hörer in Myanmar)
  - Voice of Tibet (KW, Sendungen in tibetischer und mandarin-chinesischer Sprache für Hörer in Tibet)

### Philippinen
- Radyo Pilipinas Overseas (Auslandsdienst; KW; englisch, Filipino)

### Portugal
- RDP Internacional (Auslandsdienst, eingestellt)
- Antena 1
- Antena 2
- RDP África
- Antena 3
- Antena Minho
- Antena Sul
- Best Rock FM
- Cidade FM
- Rádio Comercial
- Rádio Renascença
- Rádio Universidade de Coimbra
- Rádio Capital
- TSF
- Vodafone FM
- eine Vielzahl lokaler Rundfunksender

### Ruanda
- Radio Rwanda
- Radio-Télévision Libre des Mille Collines

### Rumänien
- Radio România (öffentlich-rechtlich)
  - Antena Satelor
  - eTeatru.ro
  - KidsRadio
  - Radio 3 Net "Florian Pittiș"
  - Radio România Actualități
  - Radio România Cultural
  - Radio România Internațional (Auslandsdienst; KW; arabisch, aromunisch, chinesisch, englisch, französisch, deutsch, hebräisch, italienisch, rumänisch, russisch, serbisch, spanisch, ukrainisch)
  - Radio România Muzical
  - Radio România Regional (Regionalsender ggf. mit Angabe der Sprachen der Minderheitenprogramme)
    - Antena Brașovului
    - Antena Sibiului
    - Bukaresti Rádió (ungarischsprachiges Programm für das gesamte Rumänien)
    - Radio București
    - Radio Rumänien Bukarest (deutschsprachiges Programm für das gesamte Rumänien)
    - Radio Cluj – ungarisch
    - Radio Constanța – bulgarisch, romani, russisch, tatarisch, türkisch
    - Radio Iași
    - Radio Oltenia Craiova
    - Radio Reșița (Radio Reschitza) – deutsch, kroatisch, romani, slowakisch, tschechisch, ukrainisch, ungarisch
    - Radio Sighet – ukrainisch
    - Radio Târgu Mureș (Radio Neumarkt) – deutsch, ungarisch
    - Radio Timișoara (Radio Temeswar) – bulgarisch, deutsch, romani, serbisch, slowakisch, tschechisch, ungarisch
    - Radio Vacanța
- Überregionale und nationale Privatsender
  - Erdély FM – ungarisch
  - Europa FM
  - Kiss FM
  - Pro FM
  - Radio Guerrilla
  - Radio ZU
- Lokale Privatsender
  - City Rádió, Sathmar (Satu Mare), Großkarol (Carei), Zalău – ungarisch, deutsch
  - Paprika Rádió, Klausenburg (Cluj-Napoca) – ungarisch
  - Radio 1, Galați
  - Radio Prahova, Kreis Prahova
- Lokale Uni- und Schüler-Radios
  - PausenRadio des FunkForums, Temeswar (Timișoara), Arad, Sanktanna (Sântana), Schäßburg (Sighișoara) – deutsch
  - UBB Radio, Klausenburg – rumänisch, ungarisch, deutsch

### Saudi-Arabien
- Saudi Radio International (BSKSA) (Auslandsdienst; KW; arabisch, französisch, indonesisch, persisch, Somali, Swahili, Urdu)

### Schweden

#### Öffentlich-rechtliche Radiosender
- SR P1
- SR P2
- SR P3
- SR P4

#### Überregionale private Radiosender
- Rix FM
- Mix Megapol
- Lugna Favoriter
- NRJ
- The Voice

#### Regionale private Radiosender
- Rockklassiker (Stockholm)
- Bandit 106,3 (Stockholm)
- Studio 107,5 (Stockholm)
- City 106,5 (Uppsala)
- Svenska Favoriter (Stockholm)
- Mix Megapol Radio City (Göteborg)
- Mix Megapol Radio City (Malmö)
- Vinyl 107 (Stockholm)
- Radio Guld (Härnösand, Sundsvall)

#### Community Radiosender
kleine lokale private Radiosender (närradio)
- Radio Active (Ystad)
- FM Österlen (Simrishamn)
- Radio AF (Lund)
- Favorit 102,6 (Staffanstorp)
- Studentradion 98,9 (Uppsala)
- Kiss FM 91,6 (Kristianstad)
- Kiss Rock 98,6 (Skona)

#### Sonstige Radiosender
- Radio Schweden

### Slowakei
- Radio Slowakei International (Auslandsdienst, KW; englisch, französisch, deutsch, slowakisch, spanisch)

### Spanien
- Radio Nacional de España (öffentlich-rechtlich)
  - Radio 1 (MW, UKW)
  - Radio Clásica (UKW)
  - Radio 3 (UKW)
  - Ràdio 4 (UKW)
  - Radio 5 Todo Noticias (MW, UKW)
  - Radio Exterior de España (Auslandsdienst, KW; arabisch, englisch, französisch, portugiesisch, russisch, spanisch)
- Radio y Televisión de Andalucía (RTVA) (öffentlich-rechtlich, Andalusien regional)
  - Canal Sur Radio (UKW)
  - Canal Fiesta (UKW)
  - Radio Andalucía Información (UKW)
  - Flamenco Radio (Internet)
- Euskal Irrati Telebista (EiTB) (öffentlich-rechtlich, Baskenland regional)
  - Euskadi Irratia
  - Radio Euskadi
  - EiTB Musika
  - Gaztea
  - Radio Vitoria
- Catalunya Ràdio SRG SA (öffentlich-rechtlich, Katalonien regional)
  - Catalunya Ràdio (UKW)
  - Catalunya Música (UKW)
  - Catalunya Informació (UKW)
  - iCat (Internet)
- Über Astra zu empfangen:
  - Cadena Dial (UKW)
  - Cadena SER (UKW)
  - Euskadi Irratia (UKW)
  - Flaix FM
  - Los 40 Principales (UKW)
  - M80 Radio (UKW)
  - Mallorca 95,8 (UKW)
  - Máxima FM (UKW)
  - Radio Euskadi (UKW)
  - Radiolé (UKW)
  - Sinfo Radio (UKW)
- Über Eutelsat Hotbird zu empfangen:
  - Música clásica (UKW)
  - Música romantica (UKW)
  - Radio Al-Mahabba (UKW)
- Nur über Hispasat zu empfangen:
  - BCN 1 (UKW)
  - BCN 2 (UKW)
  - BCN 3 (UKW)
  - BCN 4 (UKW)
  - BCN 5 Punto Cuatro FM (UKW)
  - BCN 7 (UKW)
  - BCN 8 (UKW)
  - Canal Covirán (UKW)
  - COM Ràdio (UKW)
  - Ema RTV (UKW)
  - Fórmula Hit (UKW)
  - Loca FM (UKW)
  - Onda Cero Radio (UKW)
  - Punto Radio (UKW)
  - Radio Galega (UKW)
  - Radio Intereconomía (UKW)
  - Radio Marca Digital (UKW)
  - Radio María España (UKW)
  - Radio Nervión (UKW)
  - Red Con Voz (UKW)
  - Rock & Gol (UKW)
  - Somosradio (UKW)
  - Spectrum FM (UKW)
  - Univerdance (UKW)
  - Éxito Radio (UKW)

### Sri Lanka
- Sri Lanka Broadcasting Corporation (SLBC)

### St. Kitts und Nevis
- ZIZ 96 FM
- Big Wave 96.7 FM (Schwesterprogramm von ZIZ)
- WINN FM 98.9

### Südafrika
- Radio RSA (Auslandsdienst von 1966 bis 1992)
- Channel Africa (Auslandsdienst; KW; eingestellt; englisch, französisch, Lozi, Chichewa, portugiesisch, Swahili)
- privat: u.a: Springbok Radio (englisch/afrikaans von 1950 bis 1985), Highveld Stereo (englisch), 5FM (englisch), Jacaranda (englisch/afrikaans)

### Südkorea
- KBS World Radio (ehemals Radio Korea International) – Auslandsrundfunk; KW; arabisch, chinesisch, englisch, französisch, deutsch, indonesisch, japanisch, koreanisch, russisch, spanisch, vietnamesisch
- Radio Free Chosun (kor. Jayu Joseon Bangsong) – Sendungen für Hörer in Nordkorea
- Radio Free North Korea (kor. Jayu Bukhan Bangsong) – Sendungen für Hörer in Nordkorea, betrieben von nordkoreanischen Flüchtlingen in Südkorea
- Radio Echo of Hope (ehemals The Voice of Reunification) – Sendungen für Hörer in Nordkorea, mutmaßlich betrieben vom National Intelligence Service
- Voice of the People – Sendungen für Hörer in Nordkorea, mutmaßlich betrieben von der südkoreanischen Armee
- Open Radio for North Korea (kor. Yeollin Bukhan Bangsong) – Sendungen für Hörer in Nordkorea

### Syrien
- Radio Damaskus (Auslandsdienst; MW, KW; eingestellt; arabisch, englisch, französisch, deutsch, hebräisch, russisch, spanisch, türkisch)

### Tadschikistan
- Voice of Tajik (Auslandsdienst; MW, KW; arabisch, Dari, englisch, persisch, Hindi, russisch, tadschikisch, usbekisch)

### Tansania
- Zanzibar Broadcasting Corporation (Auslandsdienst; KW; Swahili)

### Thailand
- Radio Saranrom (MW)
- Radio Thailand (Auslandsdienst; KW; MW; UKW; chinesisch, englisch, japanisch, thailändisch, vietnamesisch)

### Transnistrien
- Radio Pridnestrowje (Auslandsdienst)

### Tschechien
- Öffentlich-rechtliche Programme
  - ČRo 1 Radiožurnal (UKW, DAB)
  - ČRo 2 Dvojka (UKW, DAB)
  - ČRo 3 Vltava (UKW, DAB)
  - ČRo Regionalprogramme
    - ČRo České Budějovice (UKW, DAB)
    - ČRo Brno (UKW)
    - ČRo Hradec Králové (UKW)
    - ČRo Olomouc (UKW)
    - ČRo Ostrava (UKW)
    - ČRo Pardubice (UKW)
    - ČRo Plzeň (UKW, DAB)
    - ČRo Regina 92.6 (nur noch über DAB; UKW-Verbreitung zugunsten von ČRo Plus eingestellt)
    - ČRo Region (UKW)
    - ČRo Region-Vysočina (UKW)
    - ČRo Sever (UKW)

  - ČRo Plus (UKW, DAB)
  - ČRo Wave (DAB)
  - ČRo Radio Praha (Auslandsdienst; KW; englisch, französisch, spanisch)
  - ČRo D-Dur (DAB)
  - ČRo Jazz (DAB)
  - ČRo Junior (DAB)
  - ČRo Retro (DAB)

- landesweite Privatprogramme
  - Cesky Impuls (MW, DAB)
  - Country Radio (UKW, MW)
  - Evropa 2 (UKW, DAB)
  - Fajn Radio (UKW)
  - Frekvence 1 (UKW, DAB)
  - Hitrádio-Network
  - Radio Beat (UKW, DAB)
  - Rádio Blaník (UKW, DAB)
  - Radio Dechovka (UKW, MW, DAB)
  - Radio Impuls (UKW, DAB)
  - Radio Kiss (UKW)
  - Rádio ZET (UKW, DAB)

- überregionale Privatprogramme
  - Color Music Radio (UKW)
  - DAB Plus Top 40 (DAB)
  - Hey Radio (UKW)
  - Rádio Bonton (UKW)
  - Rádio Dálnice (UKW)
  - Radio Proglas (UKW, DAB)
  - Rock Radio (UKW)
  - Signal Radio (UKW)

- lokale Privatprogramme
  - Classic FM (UKW)
  - Dance Radio (UKW)
  - Expres FM (UKW)
  - Oldies Radio (UKW)
  - Pigy Radio (DAB)
  - Radio 1 (Prag) (UKW, DAB)
  - Radio Čas (UKW)
  - Radio Čas Rock (UKW)
  - Radio Černá Hora (UKW)
  - Radio Contact Liberec (UKW)
  - Radio Haná (UKW)
  - Radio Helax 93.7 (UKW)
  - Radio Jih (UKW)
  - Radio Jihlava (UKW)
  - Radio Krokodýl (UKW)
  - Radio Orlík (UKW)
  - Rádio Petrov (UKW)
  - Radio R (UKW)
  - Radio Relax (UKW)
  - Radio Rubi (UKW)
  - Radio Samson (UKW, DAB)
  - Radio Zlín (UKW)
  - Rock Max (UKW)
  - Rock Zone 105.9 (UKW, DAB)
  - Spin Radio 96.2 (UKW)

### Tunesien
Staatliche RTT
- Radio Nationale
- Radio Culturelle
- Radio Jeunes
- lokale Sender: Radio Gafsa, Radio Sfax, Radio Tataouine, Radio El Kef, Radio Monastir
- Radio Tunis Chaîne Internationale

Privat
- Express FM
- Horria FM
- Jawhara FM
- KaramaFM
- KnOOz FM
- MFM Tunisie
- Mines FM Sawt el-Manajem
- Mosaïque FM (Radio Mosaique) (Regionales Programm; UKW; Webradio; tunesisch (arabisch))
- Nour FM
- Oxygène FM
- Radio 3R
- Radio 6
- Radio Cap FM
- Radio Chambi
- Radio Femmes Tunisie
- Radio Holy Qur'an
- Radio iFM
- Radio Kalima (UKW Großraum Tunis; Webradio; tunesisch (arabisch))
- Radio Med
- Radio Msaken
- Radio Oasis FM
- Radio Sabra FM
- Radio Zitouna FM
- Saraha FM
- Shems FM
- Ulysse FM

### Türkei
Türkiye Radyo ve Televizyon Kurumu (TRT)
- öffentlich-rechtliche Sender:
  - TRT Radyo-1 (UKW, MW)
  - TRT-fm (UKW)
  - TRT Radyo-3 (UKW)
  - TRT Radyo-4 (UKW, MW)
  - TRT-Nağme (UKW)
  - TRT Radyo-6 (kurdischsprachig, UKW)
  - TRT Radyo-Haber (UKW)
  - TRT-Türkü
  - Bölgesel Radyolar (regionales Programmnetz, UKW)
  - Radyo-GAP (UKW, Südostanatolien-Regionalprogramm)
  - VOT (Voice of Türkiye; Auslandsdienst; KW; arabisch, bulgarisch, chinesisch, Dari, englisch, Farsi, französisch, georgisch, deutsch, Hausa, italienisch, kasachisch, malaysisch, russisch, spanisch, Swahili, türkisch, turkmenisch, Urdu, uigurisch, usbekisch)
  - TSR (Türkiye'nin sesi = Voice of Turkey türkisch, KW)

- private Sender:
  - Açık Radyo
  - A Haber Radyo
  - Akra FM
  - Alem FM
  - Bayram FM
  - Best FM
  - Burc FM
  - Bursa FM
  - Capital Radio Türkiye
  - Cihan FM
  - CNN Türk Radyo
  - Diyanet Kur'an Radyo
  - Diyanet Radyo
  - Dolunay FM
  - Ege FM
  - Genç Radyo
  - Habertürk Radyo
  - İmbat FM
  - İstanbul FM
  - Joy FM
  - JoyTurk
  - Karadeniz FM
  - Karmatürk FM
  - Kent FM
  - Kral FM
  - Kral Pop
  - Küpe FM
  - Lounge FM (Türkei)
  - Luxury Lounge FM 102
  - Meltem Radyo
  - Metro FM
  - Moral FM
  - NTV Radyo
  - Number One FM
  - Number One Türk
  - Olay FM
  - Özgür Radyo
  - Pal FM
  - Pal Station 106
  - Park FM
  - Polis Radyosu
  - Power FM (Türkei)
  - Power Love
  - Powertürk FM
  - Radyo 7
  - Radyo 24 Spor
  - Radio FG 93.7
  - Radio Light
  - Radyo Aktif
  - Radyo Avrasya
  - Radyo Cihan
  - Radyo D
  - Radyo Fenomen
  - Radyo Line
  - Radyo Müzik
  - Radyo Mydonose
  - Radyo Nostalji
  - Radyo Pop
  - Radyo Seymen
  - Radyo Slowtime
  - Radio Umut (Lokalradio, UKW 87.6 in Antalya)
  - Radyo Viva
  - Rock FM
  - Show Radyo
  - Sky Radyo
  - Slow Türk
  - Süper FM
  - Tempo Türk
  - TGRT FM
  - Tokat FM
  - Uhud FM
  - Virgin Radio Türkiye

- Uniradio:
  - Universite-FM
  - Radyo ODTÜ (Radio der Middle East Technical University, 103,1 MHz in Ankara)[3]

### Turkmenistan
Der Turkmenische Rundfunk ist ein direkt von der Regierung kontrollierter Staatssender.
- TR1 Watan („Mutterland“ – Informations- und Nachrichtenprogramm mit In- und Auslandsnachrichten)
- TR2 Çar Tarapdan
- TR3 Miras („Erbe“ – Kulturprogramm)
- TR4 Owaz Radio
- Music Radio (TR5 Music FM)
- Türkmen sazlary wir Halk (TR Turkmen sazlary we halk aydymlary)
- TMRadio.Club (Dance, Electronic)

### Ukraine
- Öffentlich-rechtliche Hörfunksender des UA:Ukrajinske radio (UA:Українське радіо)
  - UR1 (УР1)
  - UR2 (УР2)
  - UR3 (УР3)
  - Radio Ukraine International (Всесвітня служба "Радіо Україна") (Auslandsdienst; MW, KW; ukrainisch und andere Sprachen)

- Radiosender des Ukrainischen Verteidigungsministeriums
  - Armija FM (Армія FM)

- Private Radiosender
  - Awtoradio Ukraina (Авторадио)
  - Best FM
  - Biznes Radio (Бизнес Радио)
  - DJFM
  - Jewropa Pljus Ukraina
  - FM Halychyna (FM Галичина)
  - Kiss FM (Ukraine)
  - Klassnoje Radio (Классное радио)
  - Ljuks FM (Люкс FM)
  - Ljubimoje Radio (Любимое Радио)
  - MFM Station
  - Nasche Radio Ukraina (Наше Радио)
  - Prosto Radi.O (Просто Ради.О)
  - Radio Marija (Радіо Марія)
  - Radio Melodija (Радио Мелодия)
  - Radio NV (Радіо НВ)
  - Radio Pjatniza (Радио Пятница)
  - Radio Relax (Радио Relax)
  - Radio Roks
  - Radio Schanson (Радио Шансон)
  - Radio Westi (Радио Вести)
  - Retro FM Ukraina (Ретро FM Украина)
  - Russkoje Radio Ukraina (Русское Радио Украина)
  - Stilnoje Radio - Perez FM (Стильное Радио - Перец FМ)
  - Super Radio (Супер Радио)
  - Switle Radio Emmanujil (Світле радіо Еммануїл)
  - Хit FM Ukrajina (Хіт FM)

### Usbekistan
- Radio Tashkent International

### Vatikanstadt
- Radio Vatikan

### Venezuela
- Radio Nacional Venezuela - Antena Internacional (Auslandsdienst; KW; Spanisch)

### Vereinigtes Königreich
- British Broadcasting Corporation (BBC)
  - BBC Radio 1 (UKW, DAB)
  - BBC Radio 2 (UKW, DAB)
  - BBC Radio 3 (UKW, DAB)
  - BBC Radio 4 (UKW, LW, teilweise MW, DAB)
  - BBC Radio 5 Live (MW, DAB)
  - BBC Radio Ulster (UKW, MW, DAB)
  - BBC Radio Scotland (UKW, MW, DAB)
  - BBC Radio nan Gàidheal (gälisch) (UKW, MW, DAB)
  - BBC Radio Wales (UKW, DAB)
  - BBC Radio Cymru (walisisch) (UKW, DAB)
  - 40 BBC-Lokalradios in England und auf den Kanalinseln (UKW, teilweise MW, DAB)
  - BBC Radio 1Xtra (DAB)
  - BBC Radio 4 Extra (DAB)
  - BBC Radio 5 Live Sports Extra (DAB)
  - BBC Radio 6 Music (DAB)
  - BBC Asian Network (DAB)
  - BBC World Service (Auslandsdienst; KW, MW, DAB; Hauptprogramm in Englisch, daneben auch in Amharisch, Arabisch, Birmanisch, Dari, Farsi, Französisch, Hausa, Kirundi, Koreanisch, Oromo, Usbekisch)

- landesweite Private
  - Absolute Radio 1215 (MW landesweit, UKW London 105.8, DAB)
  - Absolute 80s (DAB)
  - Classic FM (UKW landesweit, DAB)
  - Capital FM (UKW London 95.8, DAB)
  - Capital XTRA (UKW 96.9 und 107.1 in London, DAB)
  - Gold (MW London 1548, DAB)
  - Heart 106.2 (UKW London, DAB)
  - Heart 80s (DAB)
  - Jazz FM (DAB)
  - Kiss 100 (UKW London, DAB)
  - Kiss Fresh (DAB)
  - Kisstory (DAB)
  - LBC (UKW London, DAB)
  - Magic 105.4 (UKW London, DAB)
  - Magic Chilled (DAB)
  - Magic Soul (DAB)
  - Planet Rock (DAB)
  - Radio X (UKW London, DAB)
  - Smooth Radio (MW, DAB)
  - talkSport (MW landesweit, DAB)
  - talkRadio (DAB)
  - Virgin Radio (DAB)

- lokale Private
  - Free Radio (UKW Birmingham)
  - Jack FM (UKW Oxford)
  - Juice 107.2 (UKW Brighton)
  - Key 103 (UKW Manchester)
  - Nation Radio (UKW Cardiff)
  - Original 106 (UKW Aberdeen)
  - Radio Essex (UKW Essex)
  - Radio Jackie (UKW in Teilen von London)

sowie unzählige weitere lokale Privatsender (auf UKW und MW)
Viele Privatradios sind Teil einer Kette (Bauer Radio, Global Radio etc.).

### Überseegebiet Anguilla des Vereinigten Königreichs

#### Staatlich
- Radio Anguilla

#### Privat
- Heartbeat Radio (HBR 107.5)
- Kool FM
- 92.2 Klass FM

### Vereinigte Staaten
In den Vereinigten Staaten senden über 15.000 Hörfunkprogramme.

#### Sender mit öffentlicher Förderung
- Landesweit (alle 50 Bundesstaaten)
  - National Public Radio (mittels Partnerstationen)

- International
  - Voice of America (Auslandsdienst; MW, KW)
  - Radio Aap Ki Dunyaa (KW, Sendungen auf Urdu für Hörer in Pakistan)
  - Radio Ashna (KW, Sendungen auf Dari und Paschtunisch für Hörer in Afghanistan)
  - Radio Free Afghanistan (KW, Sendungen auf Dari und Paschtunisch für Hörer in Afghanistan)
  - Radio Free Europe/Radio Liberty
  - Radio Farda (KW, Sendungen auf Persisch für Hörer im Iran)
  - Radio Martí (KW, Sendungen auf Spanisch für Hörer auf Kuba)
  - Radio Free Asia (KW, Sendungen auf Burmesisch, Kantonesisch, Khmer, Koreanisch, Laotisch, Chinesisch (Mandarin), Tibetisch, Uigurisch, Vietnamesisch)
  - Radio Sawa (KW, Sendungen auf Arabisch für Hörer im Nahen Osten und Nordafrika)
  - Studio 7 (KW, Sendungen auf Englisch, isiNdebele und Shona für Hörer in Simbabwe)
  - Voice of China (KW, Sendungen auf Mandarin-Chinesisch für Hörer in der Volksrepublik China)
  - Sound of Hope Radio Network (KW, Sendungen auf Mandarin-Chinesisch für Hörer in der Volksrepublik China)
  - United Nations Radio (KW, arabisch, englisch, französisch)

### Vietnam
- Voice of Vietnam (Auslandsdienst; MW, KW; chinesisch (Mandarin), deutsch, englisch, französisch, indonesisch, japanisch, Khmer, laotisch, russisch, spanisch, thailändisch, vietnamesisch)

### Zypern
- Cyprus Broadcasting Corporation

#### Nordzypern
Staatliche BRT
- Bayrak Radyo
- Bayrak FM (Musik für die Jugend)
- Bayrak International (englisch, arabisch, russisch, deutsch, griechisch)
- Radyo Klasik (klassische Musik)
- Bayrak Türk Müziği (türkische Musik)
- Bayrak Radyo Haber

Privat
- Kibris First FM